# Xã Meyer, Michigan
Xã Meyer (tiếng Anh: Meyer Township) là một xã thuộc quận Menominee, tiểu bang Michigan, Hoa Kỳ. Năm 2010, dân số của xã này là 1.001 người.